# ملحم برکات
مِلحِم بَرَکات با کُنیه-لقب ابو مَجد (۱۵ اوت ۱۹۴۵ – ۲۸ اکتبر ۲۰۱۶)  موسیقی‌دان، خواننده، آهنگساز و بازیگر تئاتر لبنانی بود که در خوانندگی از برجسته‌ترین‌ها در جهان عرب شمرده می‌شد. وی از دوران کودکی در موسیقی شکوفا شد، از محمد عبدالوهاب و ام کلثوم تأثیر گرفت و در طی پنجاه سال فعالیت در موسیقی، ۱۳ آلبوم و بیش از ۱۰۷ آهنگ خواند و ساخت.

## زندگی

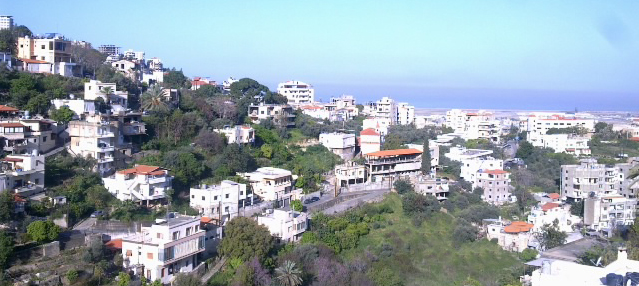
شهرک کفرشیما، زادگاه برکات

ملحم برکات در خانواده‌ای ساده‌زی و تهیدست در روستای کفر شیما، استان جبل لبنان به دنیا آمد که مسیحی ارتودکس شرقی بود. پدرش آنتون برکات، نجار و به نواختن عود ماهر بود. ملحم برکات از سوی پدر با موسیقی آشنا شد و از ام کلثوم و محمد عبدالوهاب تأثیر گرفت. در ۱۶ سالگی مدرسه را ترک کرد و به دانشسرای ملی موسیقی رفت؛ بدون اینکه خانواده‌اش بدانند، آنجا ثبت نام نمود. او نظریات موسیقی و سلفژ را آموخت. چهار سال در آنجا به نواختن عود پرداخت.

برکات همچنین در تئاتر بازی کرد. شکوفایی و برجستگی او در بازیگری را باعث فراموشی مصائب جنگ داخلی لبنان در اواخر دهه ۱۹۷۰ می‌دانند. او نخستین بار در نمایش «امیربانو، زمرد» (الأمیرة زمرد) همراه دیگر بازیگران سرشناس، بازی کرد. همچنین در نمایش «بانوی همگان» (ست الکل)، «هفتمین بهار» (الربیع السابع)، «و راهم را گرفتم» (ومشیت بطریقی) شرکت داشت.

## درگذشت
بیماری سرطان پروستات او در اکتبر ۲۰۱۶ شدت گرفت و او بسیار نحیف گشته بود. در بیمارستان اوتیل دیو، بیروت بستری شد. ماجده الرومی از جمله مشاهیری بود که به عیادت او رفت. شایعات دربارهٔ مرگ و بیماری او بسیار شد. دخترش در ۲۴ اکتبر، از رسانه‌هایی که در پخش شایعات مستعجل بودند، به شدت انتقاد نمود. برکات سرانجام در ۲۸ اکتبر ۲۰۱۶ درگذشت. بسیاری از بزرگان موسیقی شرقی و لبنانی درگذشت او را تسلیت گفتند.

تشییع جنازهٔ او در زادگاهش کفرشیما برگزار شد. او در آرامگاه خانوادگی در کلیسای قدیسان پطرس و پولس روم ارتودکس دفن شد.

برخی منابع پزشکی به النهار گفته‌اند که بیماری مثانهٔ او به نسبت ۹۰٪ از عادت استعمال دخانیات بوده است، همچنین در سال ۲۰۱۰ به سبب بسته‌شدن شریان، عمل مغزی داشته است.